# Герб Південної Австралії
Герб Південної Австралії - офіційний символ австралійського штату Південна Австралія.  В 1936 році герб було затверджено королем Едуардом VIII. А 19 квітня 1984 року сучасний герб був наданий королевою Єлизаветою II.

## Опис
У щиті на синьому тлі у золотому колі (символ Сонця) чорно-срібна сорочиця велика з розкритими крилами, що стоїть на посоху ясенного дерева.  Сорочиця велика  - неофіційна пташина емблема штату Південна Австралія. Зверху на бурелеті з кольорів штату (золотий, синій, червоний) розташовано клейнод  з чотирма квітками пустельного гороху Стурта, який є квіткова емблема штату Південної Австралії. База - це луки з символами сільського господарства та промисловості штату. По середині луків дві лози на кілках з виноградними гронами; обабіч щита розташовані стебла пшениці та ячменю,  ліворуч від щита на траві розсипані цитрусові (апельсина та лимони). Це - символи рослинництва штату. Справа від шита на траві лежать  два зубчастих колеса з шахтарською киркою між ними. Вони символізують добувну промисловість та машинобудування штату. 
Девіз  має напис "South Australia" (Південна Австралія).

Один з проєктів герба Південної Австралії у 1984 році

Сучасний герб не має щитотримачів, але в проекті 1984 року пропонувалось щитотримачів: коалу та вомбата. 

## Використання
Герб штату призначений тільки для офіційного використання урядом Південної Австралії. Відповідно до Закону 1916 роки ніхто не може друкувати, публікувати або виготовляти символ без дозволу уряду штату.

## Зовнішні посилання
- Державний герб Південної Австралії
- Завантажте Державний герб Південної Австралії
- South Australia [Архівовано 22 серпня 2020 у Wayback Machine.]